# Reddingshausen
Reddingshausen ist ein Ortsteil der Gemeinde Knüllwald im nordhessischen Schwalm-Eder-Kreis in Hessen.
Durch den im Knüllgebirge in Nordhessen gelegenen Ort fließt die Efze. Im Osten verläuft die Bundesautobahn 7.
Durch das Dorf führt die Landesstraße 3153.

## Geschichte

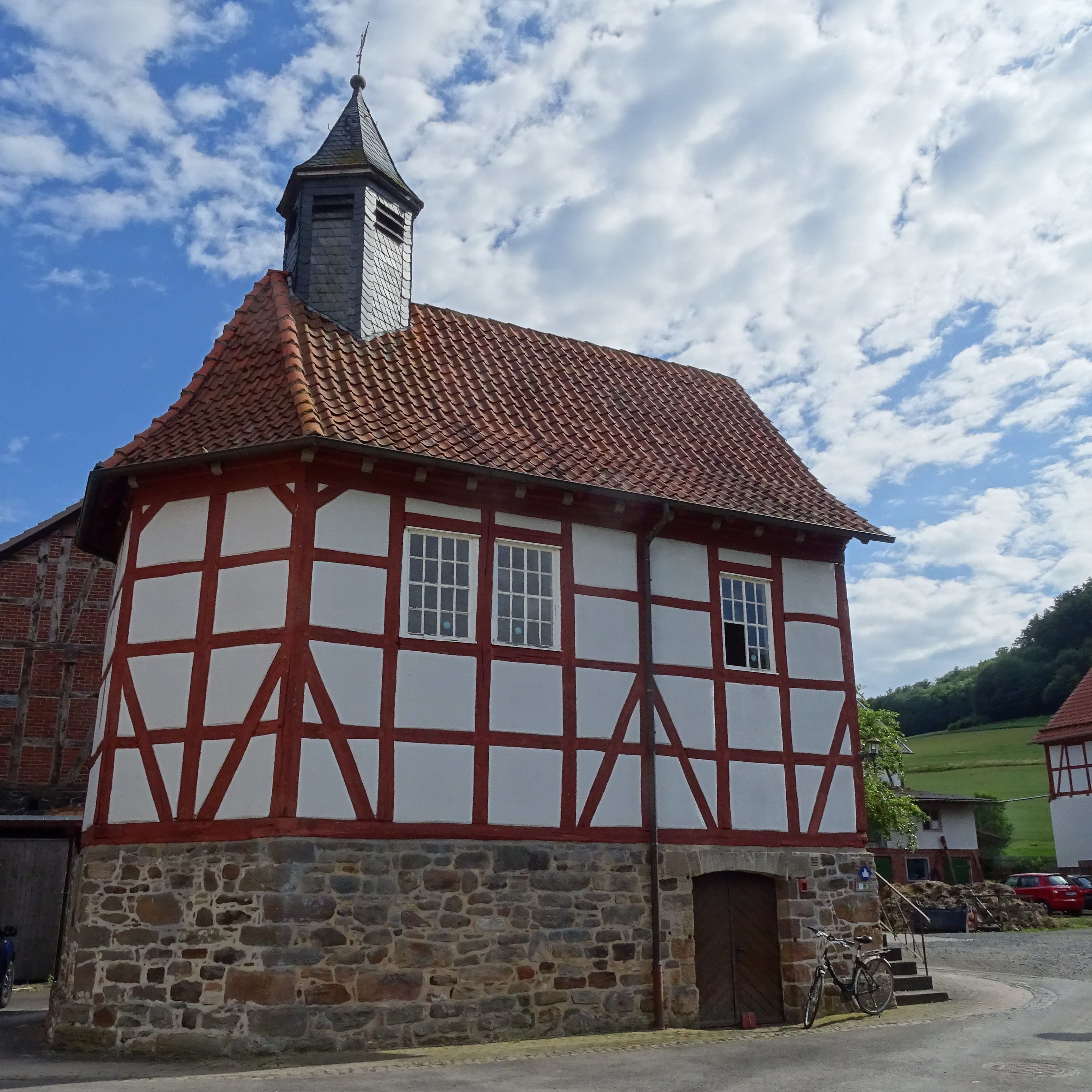
Radfahrerkirche von außen

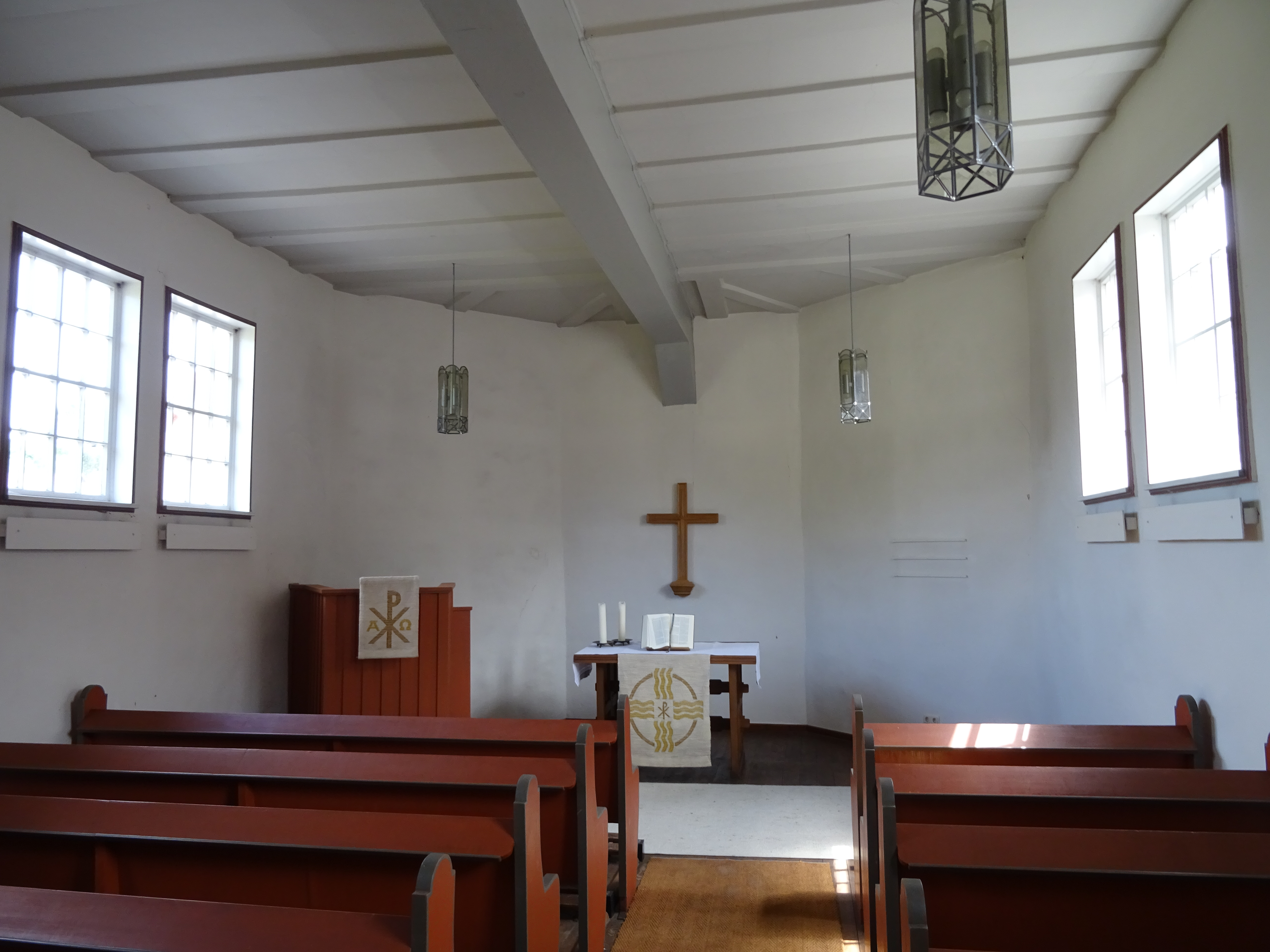
Radfahrerkirche von innen

Die älteste bekannte schriftliche Erwähnung von Reddingshausen erfolgte unter dem Namen Rentwinishusen im Jahr 1226 in einer Urkunde der Deutschordensballei Hessen. Weitere Erwähnungen erfolgten unter den Ortsnamen (in Klammern das Jahr der Erwähnung): Retingishusen (1350), Redingeshusen (1403), Reddingeshusen (1415), Rettingeshusen (1491), Reidingshusen (1520), Rodyngshausenn (1528), Reydinshusen, Reydenshusen (1551), Reidinghaußen (1588), Redinges-, Redingshaußen (1672) und Reddingshausen (1846).
Zum 31. Dezember 1971 fusionierte die bis dahin selbständige Gemeinde Reddingshausen im Zug der Gebietsreform in Hessen mit acht weiteren Gemeinden freiwillig zur neuen Gemeinde Knüllwald. Für die nach Knüllwald eingegliederten, ehemals eigenständigen Gemeinden wurde je ein Ortsbezirk mit Ortsbeirat und Ortsvorsteher nach der Hessischen Gemeindeordnung gebildet.

## Bevölkerung
Einwohnerstruktur 2011
Nach den Erhebungen des Zensus 2011 lebten am Stichtag, dem 9. Mai 2011, in Reddingshausen 81 Einwohner. Darunter waren 6 (7,4 %) Ausländer. Nach dem Lebensalter waren 12 Einwohner unter 18 Jahren, 36 zwischen 18 und 49, 18 zwischen 50 und 64 und 15 Einwohner waren älter. Die Einwohner lebten in 33 Haushalten. Davon waren 15 Singlehaushalte, 9 Paare ohne Kinder und 12 Paare mit Kindern, sowie keine Alleinerziehende und keine Wohngemeinschaften. In 6 Haushalten lebten ausschließlich Senioren und in 21 Haushaltungen lebten keine Senioren.
Einwohnerentwicklung
| Quelle: Historisches Ortslexikon | |
| • um 1490:                       | 6 wehrhafte Männer |
| • 1575:                          | 11 Hausgesesse |
| • 1585:                          | 11 Hausgesesse |
| • 1639:                          | 7 verheiratete, 2 verwitwete Hausgesesse.                                                                                        |
| • 1742:                          | 20 Häuser |
| • 1747:                          | 20 Hausgesesse |
| • 1773:                          | 86 Einwohner |
| • 1961:                          | Erwerbspersonen: 23 Land- und Forstwirtschaft, 14 Produzierendes Gewerbe, 2 Handel und Verkehr, 6 Dienstleistungen und Sonstiges |

| Reddingshausen: Einwohnerzahlen von 1834 bis 2011 | Reddingshausen: Einwohnerzahlen von 1834 bis 2011 | Reddingshausen: Einwohnerzahlen von 1834 bis 2011 | Reddingshausen: Einwohnerzahlen von 1834 bis 2011 | Reddingshausen: Einwohnerzahlen von 1834 bis 2011 |
| --- | ------------------------------------------------- | ------------------------------------------------- | ------------------------------------------------- | ------------------------------------------------- |
| Jahr |                                                   |                                                   |                                                   | Einwohner                                         |
| 1834 | 1834                                              |                                                   | 125                                               | 125                                               |
| 1840 | 1840                                              |                                                   | 104                                               | 104                                               |
| 1846 | 1846                                              |                                                   | 98                                                | 98                                                |
| 1852 | 1852                                              |                                                   | 98                                                | 98                                                |
| 1858 | 1858                                              |                                                   | 89                                                | 89                                                |
| 1864 | 1864                                              |                                                   | 87                                                | 87                                                |
| 1871 | 1871                                              |                                                   | 77                                                | 77                                                |
| 1875 | 1875                                              |                                                   | 76                                                | 76                                                |
| 1885 | 1885                                              |                                                   | 67                                                | 67                                                |
| 1895 | 1895                                              |                                                   | 78                                                | 78                                                |
| 1905 | 1905                                              |                                                   | 104                                               | 104                                               |
| 1910 | 1910                                              |                                                   | 92                                                | 92                                                |
| 1925 | 1925                                              |                                                   | 84                                                | 84                                                |
| 1939 | 1939                                              |                                                   | 76                                                | 76                                                |
| 1946 | 1946                                              |                                                   | 105                                               | 105                                               |
| 1950 | 1950                                              |                                                   | 114                                               | 114                                               |
| 1956 | 1956                                              |                                                   | 93                                                | 93                                                |
| 1961 | 1961                                              |                                                   | 78                                                | 78                                                |
| 1967 | 1967                                              |                                                   | 74                                                | 74                                                |
| 1980 | 1980                                              |                                                   | ?                                                 | ?                                                 |
| 1990 | 1990                                              |                                                   | ?                                                 | ?                                                 |
| 2000 | 2000                                              |                                                   | ?                                                 | ?                                                 |
| 2011 | 2011                                              |                                                   | 81                                                | 81                                                |
| Datenquelle: Historisches Gemeindeverzeichnis für Hessen: Die Bevölkerung der Gemeinden 1834 bis 1967. Wiesbaden: Hessisches Statistisches Landesamt, 1968. Weitere Quellen: LAGIS; Zensus 2011 |                                                   |                                                   |                                                   |                                                   |

Historische Religionszugehörigkeit
| Quelle: Historisches Ortslexikon |                                                                   |
| • 1861:                          | 85 evangelisch-reformierte, ein katholischer Einwohner            |
| • 1885:                          | 67 evangelische (= 100 %) Einwohner                               |
| • 1961:                          | 54 evangelische (= 69,23 %), 17 katholische (= 21,79 %) Einwohner |

## Politik
Für Reddingshausen besteht ein Ortsbezirk (Gebiete der ehemaligen Gemeinde Reddingshausen) mit Ortsbeirat und Ortsvorsteher nach der Hessischen Gemeindeordnung.
Der Ortsbeirat besteht aus fünf Mitgliedern. Bei den Kommunalwahlen in Hessen 2021 wurde kein Ortsbeirat gebildet.